# Psomophis
Genre
Psomophis est un genre de serpents de la famille des Dipsadidae.

## Répartition
Les espèces de ce genre se rencontrent en Amérique du Sud.

## Liste des espèces
Selon The Reptile Database (30 août 2013) :
- Psomophis genimaculatus (Boettger, 1885)
- Psomophis joberti (Sauvage, 1884)
- Psomophis obtusus (Cope, 1864)

## Publication originale
- Myers & Cadle, 1994 : A new genus for South American snakes related to Rhadinaea obtusa Cope (Colubridae) and resurrection of Taeniophallus Cope for the "Rhadinaea" brevirostris group. American Museum Novitates, no 3102, p. 1-33 (texte intégral).